# Saint-Donat-sur-l'Herbasse
Saint-Donat-sur-l'Herbasse är en kommun i departementet Drôme i regionen Auvergne-Rhône-Alpes i sydöstra Frankrike. Kommunen ligger i kantonen Saint-Donat-sur-l'Herbasse som tillhör arrondissementet Valence. År 2022 hade Saint-Donat-sur-l'Herbasse 4 224 invånare.

## Befolkningsutveckling
Antalet invånare i kommunen Saint-Donat-sur-l'Herbasse
Referens:INSEE